# Cruz coroada

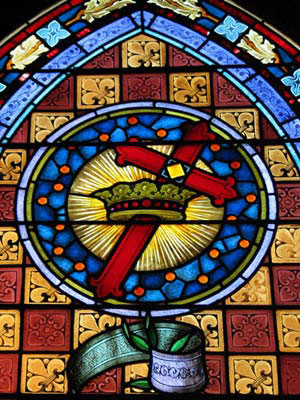
A Cruz Coroada num vitral de uma Igreja Católica.

A Cruz e Coroa, ou Cruz Coroada é um símbolo tradicional Cristão (uma cruz atravessando uma coroa por dentro), aparecendo em muitas igrejas (principalmente na católica romana), onde também tem sido usado em heráldica. Muitas vezes, é interpretada como simbolizando a recompensa no céu (a coroa) após os próximos julgamentos nesta vida (a cruz), com base em Tiago 1:12.
O símbolo aparece no selo da Igreja de Cristo, onde está rodeada pelas palavras "Curar o doente, limpar os leprosos, ressuscitar os mortos, expulsar os demônios" (Mateus 10:8).

## Uso do símbolo

### Na Maçonaria
O símbolo está associado à Maçonaria por ser o emblema dos Cavaleiros Templários, que representam o mais elevado grau no Rito de York. Trata-se de um símbolo do grupo moderno de Cavaleiros Templários (que não reivindicam uma herança da ordem medieval). Tal grupo, diferente de outros ramos na Maçonaria, é composto exclusivamente por maçons cristãos, daí as razões para adotarem um símbolo que remeta apenas ao Cristianismo.
Na Ciência Cristã
A Igreja da Ciência Cristã, ou simplesmente "Ciência Cristã", fundada por Mary Baker Eddy, também utiliza a Cruz coroada como símbolo de identificação.

### No movimento dos Estudantes da Bíblia
No final do século XIX a Cruz Coroada também foi usada como insígnia dos Estudantes da Bíblia, um grupo religioso formado em Pittsburgh nos EUA e que é precursor das modernas Testemunhas de Jeová. Dentre o grupo original, o símbolo, rodeado por folhas de louro, era usado na forma de broches, e também podia ser encontrado em suas publicações, como na capa da revista “Zion's Watch Tower” ("Torre de Vigia de Sião") nos anos de 1891 a até 1931.
A Sociedade Torre de Vigia, que cuidava dos interesses dos Estudantes da Bíblia, foi deixando de utilizar a Cruz Coroada após a morte de seu fundador Charles Taze Russell. A organização passou a adotar o conceito de que Cristo foi pregado em uma estaca (madeiro) simples, sem vigas cruzadas, vendo a cruz tradicional (com duas vigas) como um símbolo pagão. Por essa razão, na edição de 15 de Outubro de 1931 da revista “Zion's Watch Tower”, o símbolo não mais aparecia em sua capa.